# Шармантре
Шармантре (фр. Charmentray) је насељено место у Француској у региону Париски регион, у департману Сена и Марна.
По подацима из 2011. године у општини је живело 266 становника, а густина насељености је износила 55,88 становника/km².

## Демографија
| 1962. | 1968. | 1975. | 1982. | 1990. | 2011. |
| ----- | ----- | ----- | ----- | ----- | ----- |
| 133   | 135   | 148   | 190   | 236   | 266   |